# Eragrostis rotifer
Eragrostis rotifer är en gräsart som beskrevs av Alfred Barton Rendle. Eragrostis rotifer ingår i släktet kärleksgrässläktet, och familjen gräs. Inga underarter finns listade i Catalogue of Life.